# Rudak
Rudak – osada istniejąca co najmniej od XIV w., obecnie część urzędowa Torunia zlokalizowana na lewobrzeżnej części miasta. 
Rudak charakteryzuje się zabudową przeważnie jednorodzinną, domami wybudowanymi w latach 90. XX wieku. W dzielnicy mieszczą się również ogródki działkowe o powierzchni około 100 ha. Na południu znajdują się kopalnie gliny i zakłady ceramiki budowlanej.

## Historia

### Czasy najdawniejsze

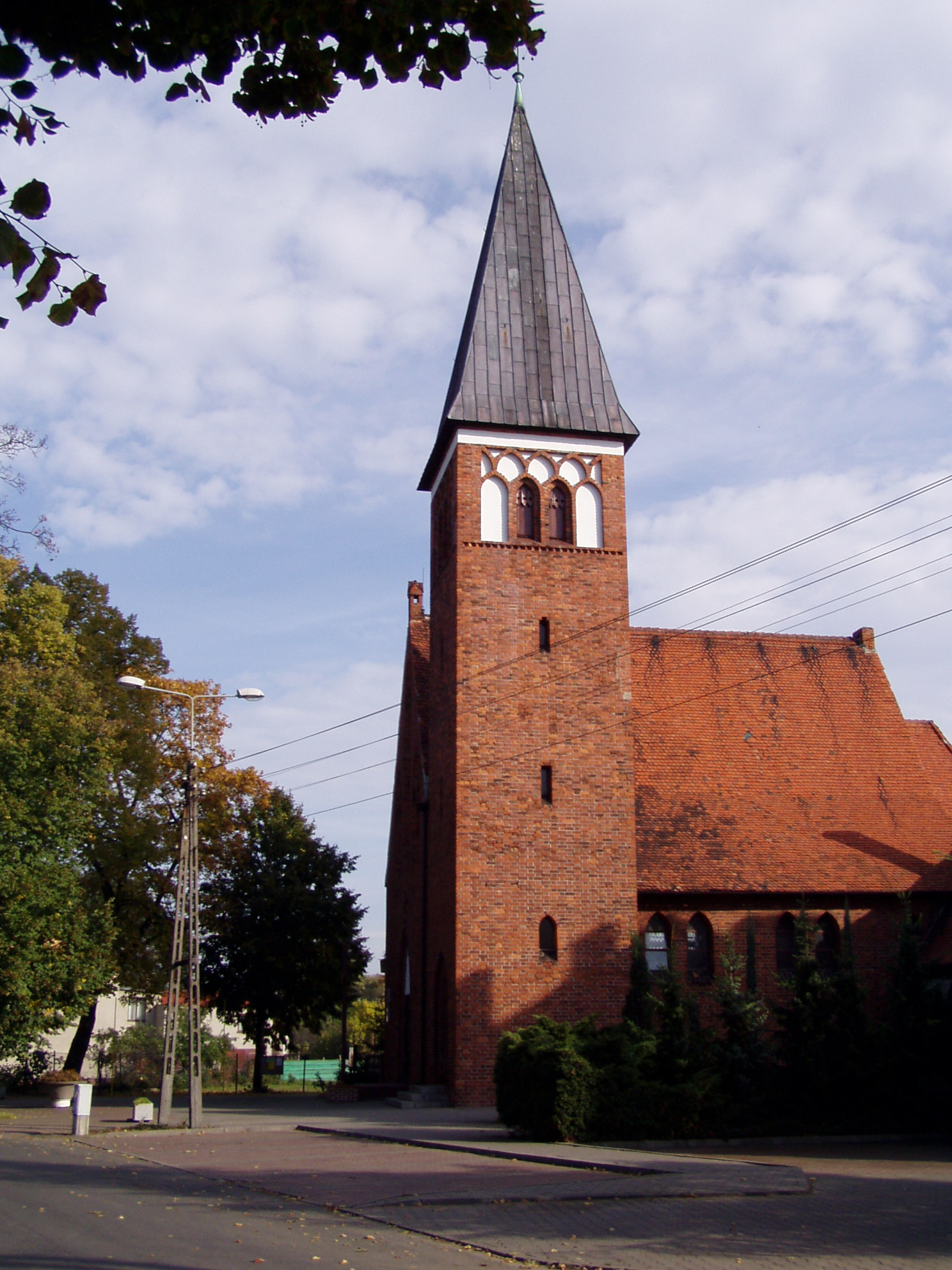
Kościół Opatrzności Bożej w Toruniu

Najstarsze odnalezione przedmioty na Rudaku pochodzą z późnego paleolitu (9000 lat p.n.e.). W styczniu 1230 roku Konrad I mazowiecki nadał zakonowi krzyżackiemu teren obejmujący: Stawki, Rudak, Kozibór, Małą i Wielką Nieszawkę, a także pas ziemi (11 km szerokości i 15 km długości) od dzisiejszej Brzozy Toruńskiej do ujścia Strugi Zielonej do Wisły.
Pierwsze wzmianki źródłowe o Rudaku pochodzą z 1340. Miejscowość była nazywana: Rodacke, Rodecke lub Rodeck. Nazwa wywodzi się od niemieckich słów ausroden (karczować) i Ecke (zakątek). Wsią zarządzał sołtys, mający wolność osobistą. Pierwszym zasadźcą wsi był Gering, przysłany na Rudak przed 1340 rokiem. Ok. 1410 roku wieś została ograbiona i spalona przez wojska polskie. W wyniku zawarcia pokoju mełneńskiego w 1422 roku, kończącego tzw. wojnę golubską, Rudak znalazł się w granicach Polski.
Od 1435 roku Rudak należał do diecezji kujawsko-pomorskiej ze stolicą biskupią we Włocławku. Po II pokoju toruńskim w 1466 roku Rudak został wsią królewską, należącą do starostwa Dybowskiego w województwie inowrocławskim. W wyniku przeniesienia Nowej Nieszawy i zniszczeń dokonanych podczas wojen polsko-krzyżackich Rudak wraz z okolicznymi miejscowościami podupadły. W XVI w. Rudak uległ zniszczeniu. W 1598 roku mieszkańcy Rudaka, Stawek i Podgórza rozpoczęli budowę kościoła parafialnego, Najświętszej Maryi Panny Wniebowziętej i św. Jacka. Według zachowanych dokumentów, w 1661 roku na Rudaku istniała karczma, prowadzona przez Jana Barona. W XVII wieku do Rudaka przyłączono wieś Kosorzyn.

### XVII–XVIII wiek
W XVII wieku nastąpił ponowny rozwój wsi. We wsi rozpoczęto produkcję cegły strycharskiej. W 1603 roku osiedlili się tu osadnicy olęderscy z Niderlandów i Fryzji. Osiedleni na Rudaku i Kosorzynie na 16 włókach (ok. 287 ha) płacili starostwu 484,15 zł czynszu rocznie. Osadnicy mieli prawo do łowienia ryb w Wiśle oraz polowania na dziką zwierzynę i ptactwo na dzierżawionych terenach. Byli oni mennonitami, spotykającymi się na wspólnej modlitwie w świątyni wybudowanej w Małej Nieszawce. Pod koniec XVIII wieku na Rudaku założono cmentarz. 
Rozwój gospodarczy Rudaka przerwał potop szwedzki w latach 1655–1660. Po wojnie rozpoczęła się powolna odbudowa wsi. Według zachowanych dokumentów, podczas wojny siedmioletniej (1756–1763) Rudak obejmował obszar od mostu drewnianego, następnie od Stawek do Zamku i do Piaskowej Góry pod Czerniewicami.

### Lata 1793–1920
W 1793 roku Rudak, zamieszkały przez 18 gospodarzy, włączono do Prus Zachodnich. W następnych latach przez wieś maszerowały wojska polskie, pruskie, francuskie, austriackie i rosyjskie. W 1807 roku Rudak włączono do Księstwa Warszawskiego. W 1813 roku wieś była oblegana przez Prusaków i Rosjan. 3 maja 1815 roku, na mocy traktatu wersalskiego, Rudak znalazł się pod panowaniem Prus. Działania wojenne doprowadziły do spadku poziomu życia mieszkańców wsi. Wielu mieszkańców utrzymywało się głównie z przemytu towarów do Imperium Rosyjskiego. Częściowa poprawa sytuacji gospodarczej nastąpiła po wybudowaniu w 1862 roku pierwszej cegielni. W 1865 roku rozpoczęto budowę linii kolejowej Toruń-Aleksandrów, przechodzącą przez Rudak. Rozwój gospodarczy wsi zapewniała również budowa Fortu XVI (tzw. Fortu Kolejowego) i dworca kolejowego. W latach 1880–1885 wybudowano Fort XV, służący do obrony dworca kolejowego i mostu kolejowego. W tym samym okresie na Rudaku i Stawkach wybudowano sieć dróg i ujęć wodnych.
W XIX wieku większość mieszkańców Rudaka była wyznania ewangelickiego, w większości skupionych wokół Kościoła ewangelickiego-unijnego. Należeli do zboru Świętej Trójcy położonej na Rynku Nowomiejskim w Toruniu. W 1885 roku na Rudaku żyło 620 ewangelików, kilku mennonitów oraz nieokreślona liczba katolików, należących do parafii św. Apostołów Piotra i Pawła w Podgórzu. W drugiej połowie XIX wieku na Rudaku i Stawkach zaczęli osiedlać się uciekinierzy z Imperium Rosyjskiego, uciekający przed służbą wojskową w wojsku carskim oraz przed represjami i zsyłkami po powstaniu styczniowym.
W 1885 roku powierzchnia Rudaka wynosiła 812 ha. Wieś zamieszkiwało 785 osób. W 1895 roku w Rudaku mieszkało 1037 wojskowych. Do 1905 roku liczba ta wzrosła do 1719, a do 1910 do 1746 osób. W latach 70. XIX wieku w Rudaku wybudowano dwie nowe cegielnie. Zatrudniały one łącznie 60 robotników. Na przełomie XIX i XX wieku Rudak podzielono na Rudak wieś i Rudak cegielnię.
W 1902 roku na Rudaku rozpoczęto przygotowania do budowy świątyni ewangelickiej w stylu neogotyckim. Inicjatorem budowy świątyni był kaznodzieja ewangelicki Krüger. W momencie rozpoczęcia budowy w miejscowości mieszkało 587 ewangelików. W 1904 roku wydano zgodę na budowę świątyni i utworzono parafię Rudak-Stawki. Budowę kościoła rozpoczęto trzy lata później. Świątynia została poświęcona 30 września 1909 roku.
12 września 1907 roku nadburmistrz Torunia Georg Kersten zaproponował przyłączenie Podgórza, Stawek, Rudaku i Piasek do Torunia. Pomysł nie został zrealizowany.

### Lata 1920–1939
W latach 1920–1921 w Forcie XV znajdowała się część Obozu Internowanych nr 11 dla Rosjan.
Według spisu z 1921 roku, na Rudaku mieszkało 857 mieszkańców, 455 kobiet i 402 mężczyzn. 561 osób było narodowości polskiej. 536 osób była wyznania katolickiego, 304 – ewangelickiego. W 1938 roku w parafii unijno-ewangelicką Rudak-Stawki mieszkało 250 wyznawców.
W okresie międzywojennym na Rudaku działała siedmioklasowa szkoła podstawowa. Początkowo uczyły się w niej tylko dzieci osadników niemieckich. Od 1 września 1922 roku do szkoły uczęszczały dzieci polskie. W tym samym okresie we wsi działała straż ogniowa i Polskie Towarzystwo Gimnastyczne „Sokół”. W 1936 roku północną część Rudaka włączono do Podgórza. 1 kwietnia 1938 roku Podgórz znalazł się w granicach Torunia.

### II wojna światowa
Podczas II wojny światowej na Rudaku mieszkali volksdeutsche. Kilku z nich należało do organizacji Selbstschutz. Działalność parafii ewangelicko-unijnej Rudak-Stawki nie była ograniczana, jednak pastorzy byli inwigilowani przez gestapo. Do maja 1941 roku w kościele na Rudaku odprawiano nabożeństwa dla żołnierzy Wehrmachtu. W styczniu 1945 roku wojska polskie i sowieckie wyparły Niemców z lewobrzeżnego Torunia.
Podczas II wojny światowej w Forcie XV mieścił się Stalag A/C, gdzie przetrzymywano jeńców wojennych (głównie z Francji). Od lutego 1945 do 1946 roku w forcie znajdował się Obóz Pracy dla ludności internowanej pochodzenia niemieckiego. Obozem pracy zarządzili Rosjanie, a następnie Ministerstwo Bezpieczeństwa Publicznego. Obiekt był przeznaczony dla ludności niemieckiej, jednak obok Niemców przetrzymywano również Polaków oskarżonych o kolaborację z Niemcami podczas wojny. W lipcu 1945 roku w forcie znajdowało się 663 internowanych (w tym kobiet i dzieci). Ponadto w Forcie Kolejowym przetrzymywano żołnierzy Armii Krajowej.

### Czasy najnowsze
Po 1945 roku przestała funkcjonować parafia ewangelicko-unijna. Jej majątek przejął okręgowy Urząd Likwidacyjny. 1 sierpnia 1945 roku świątynię wraz z pastorówką przeszła na własność parafii św. Apostołów Piotra i Pawła na Podgórzu. Poświęcenie kościoła miało miejsce 25 sierpnia 1945 roku. Parafię Opatrzności Bożej erygowano 20 lutego 1946 roku. W 1945 roku zamknięto cmentarz ewangelicki na przy ul. Rudackiej. Początkowo parafia Opatrzności Bożej obejmowała obszar Rudaka, Stawek, Czerniewic i Otłoczyna, w następnych latach jej obszar zmniejszał się na skutek wydzielania z niej nowych parafii. 1 maja 1971 roku ustanowiono parafię w Otłoczynie. 25 listopada 1982 roku na Stawkach erygowano parafię Niepokalanego Poczęcia Najświętszej Maryi Panny. 8 grudnia 1984 roku z części parafii Opatrzności Bożej na Rudaku i Brzozy Toruńskiej utworzono parafię Matki Bożej Łaskawej w Czerniewicach.
Po II wojnie światowej cegielnie zostały upaństwowione i połączone w Miejskie Zakłady Ceramiczne. W latach 90. XX wieku zakład sprywatyzowano. Obecnie mieści się tu fabryka austriackiego koncernu budowlanego Wienerberger Cegielnia Lębork – Zakład Produkcyjny w Toruniu. Po wojnie w koszarach stacjonowała 6. Warszawska Brygada Artylerii Armat, przemianowana później na 6. Toruńską Brygadę Artylerii. Obecnie budynkami wojskowymi zarządza Agencja Mienia Wojskowego. W 1966 roku wybudowano Szkołę podstawową nr 17.

## Ważniejsze obiekty
- Szkoła Podstawowa nr 17 im. gen. Józefa Bema mieszcząca się przy ulicy Rudackiej 26/32. W skład szkoły wchodzą dwa budynki oraz zaplecze gospodarcze. Pierwszy budynek wybudowano na przełomie XIX i XX wieku. Do 1920 roku służył dzieciom osadników niemieckich. Według przekazów od 1 września 1922 roku w szkole uczyły się dzieci polskie z Rudaku i pobliskich wsi (w tym Stawek). Drugi budynek wybudowano w czynie społecznym. W budowie pomagała Wyższa Szkoła Wojsk Rakietowych i Artylerii oraz Toruńska Ceramika Budowlana. Budynek oddano do użytku w 1966 roku[31];
- Dom Muz przy ul. Okólnej 169[32];
- Toruński Park Technologiczny[3];
- Toruńska Agencja Rozwoju Regionalnego[3];
- Nagus – największy zbiornik wodny w granicach Torunia, mierzący 7,7 ha powierzchni i do 10 m głębokości, powstały w latach 60. XX wieku z wyrobiska przy ul. Lipnowskiej[30].
- Wienerberger Toruń – fabryka należąca do grupy Wienerberger, znajdująca się przy ul. Lipnowskiej 46/50[33]. Od 2002 roku zakład produkuje cegły ceramiczne. W latach 2005–2008 zakład rozbudowano, uruchomiono drugą linię produkcyjną cegieł klinkierowych. W 2009 roku otworzono przy zakładzie pierwszy w Polsce salon wystawowy firmy Wienerberger[34].

## Ludzie związani z Rudakiem
- Reinhold Heuer (1868–1946) – niemiecki historyk sztuki, pastor, budowniczy kościoła św. Jerzego na Mokrym[35]
- Werner Henke (1909–1944) – niemiecki oficer marynarki wojennej podczas II wojny światowej[24]

## Zabytki i atrakcje turystyczne
- kościół Opatrzności Bożej, neogotycki, poewangelicki, z lat 1907–1909 wraz z pastorówką[21][36];
- cmentarz ewangelicki położony przy ulicy Rudackiej 27, pochodzący z końca XVIII wieku[13];
- Fort Kolejowy zbudowany na narysie sześcioboku w latach 1863–1866[3];
- Fort XV – standardowy fort główny, powstały w latach 1881–1885[3];

### Pomniki przyrody
- Dąb szypułkowy sprzed 500 lat, mierzący 20 m wysokości i mający 591 cm obwodu, znajdujący się przy ul. Rudackiej obok cmentarza ewangelickiego[30].
- Pięć dębów przy ul. Rudackiej 45/60 o obwodzie 253–379 cm i wysokości 21–23 m[30].
- Głaz narzutowy o obwodzie 12,7 m i wysokości 2,1 m, położony pomiędzy wyrobiskiem po dawnej kopalni iłów plejstoceńskich a Fortem XV[30].